# Susan Foreman
Susan Foreman es un personaje de ficción de la serie británica de ciencia ficción Doctor Who. Es la nieta y primera acompañante del Doctor, interpretada por Carole Ann Ford entre 1963 y 1964, en la primera temporada y los dos primeros seriales de la segunda. Regresó para el episodio largometraje especial del 20 aniversario, The Five Doctors, en 1983, y también para el especial benéfico de 1993 Dimensions in Time. Susan apareció en 10 historias (51 episodios).

## Antecedentes
Susan fue la primera acompañante del Doctor vista en pantalla en la historia de la serie, y se quedó en la Tierra tras la invasión Dalek en el siglo XXII. Susan es la nieta del Señor del Tiempo conocido como el Doctor. El apellido Foreman es un pseudónimo que tomó del solar donde el Doctor y ella vivían (dónde estaba colocada la TARDIS), que pertenecía a un tal "I. M. Foreman" en el 76 de Totter's Lane, mientras estaban en Londres en 1963. El diseño original de la serie no había previsto que la pareja estuviera relacionada, pero el escritor Anthony Coburn creó el lazo familiar. Según la productora fundadora, Verity Lambert, "...Coburn sentía que había algo inapropiado en el hecho de un hombre mayor viajando por la galaxia con una joven de compañera".
El Doctor explica en An Unearthly Child (el primer episodio de Doctor Who y el título que se suele usar para el primer serial de cuatro episodios) que Susan y él eran exiliados de su propia gente. Susan añade, "Yo nací en otro tiempo, en otro mundo". Susan afirma haber creado el nombre de la TARDIS, la máquina del tiempo del Doctor, aunque episodios posteriores parecen indicar que era un término ampliamente usado entre los Señores del Tiempo. (El episodio piloto nunca emitido de An Unearthly Child tenía diálogos diferentes, incluyendo la afirmación de que Susan había nacido en el siglo IL).
Se toma como edad de Susan 15 años. En The Sensorites (1964), el Doctor, cuando se encuentra una joven humana inconsciente, remarca que "sólo es unos años mayor que Susan", sugiriendo que Susan tiene la edad de una estudiante de secundaria normal.

## Historia del personaje
El Doctor y Susan ya habían estado viajando por un plazo de tiempo indeterminado, antes de que decidieran asentarse en Londres para hacer reparaciones en la TARDIS; Susan dice que su abuelo y ella han estado en Londres durante cinco meses. También menciona varias aventuras previas a Ian Chesterton y Barbara Wright durante sus aventuras juntos; tanto en variados planetas alienígenas como en la Tierra en diferentes periodos de tiempo (por ejemplo encontrarse con un iracundo Enrique VIII). Susan comienza a asistir al colegio en Coal Hill School, en Shoreditch, donde sus conocimientos avanzados en historia y ciencia atraen la atención de los profesores Barbara e Ian. Intentando resolver el misterio de "la chica que no es de este mundo", Ian y Barbara siguen a Susan hasta el solar, donde oyen su voz dentro de lo que parece ser una cabina de policía. Cuando investigan a fondo, descubren que el exterior de la cabina esconde el mucho más grande interior de la TARDIS, y son arrastrados a una aventura en el espacio y el tiempo con el Doctor y Susan en contra de su voluntad.
Susan continúa viajando con el Doctor y sus dos profesores hasta el serial de 1964, The Dalek Invasion of Earth. Durante los eventos de esa historia, Susan se enamora de David Campbell, un joven luchador de la resistencia en el siglo XXII. Sin embargo, Susan piensa que debe quedarse con su abuelo y cuidar de él. El Doctor, dándose cuenta de que Susan ya es una mujer y se merece un futuro lejos de él, cierra la TARDIS con ella fuera y la abandona tras una emotiva despedida. Carole Ann Ford expresó su deseo de abandonar la serie porque sentía que el personaje de Susan estaba demasiado limitado. Ford volvió al papel en televisión en el especial del 20 aniversario, The Five Doctors (1983), pero no se hizo mención de David ni de lo que había sido de él.
En The Curse of Fenric (1989), el Séptimo Doctor dice que no sabe si le queda alguna familia, lo que indica que no sabe nada de Susan. En El fin del mundo (2005), el noveno Doctor dice que su planeta natal ha sido destruido y que él es el último de los Señores del Tiempo. Aunque no se menciona expresamente a Susan por nombre, el Doctor dice en El día del padre que "toda su familia" había muerto, y en El niño vacío, un personaje afirma que ha sido padre y abuelo, pero ya no es nada de eso, y el Noveno Doctor responde "Conozco ese sentimiento". En Los anillos de Akhaten (2013) el Undécimo Doctor cuenta a Clara Oswald que solía visitar con Susan el mercado de Akhaten.

## Relación con el Doctor
Generalmente se asume que Susan es de Gallifrey como el Doctor, así como que es su nieta biológica. La descripción que hace de su planeta natal en The Sensorites (1964) encaja con la descripción muy posterior de Gallifrey por el Décimo Doctor, y está completamente familiarizada con la historia y paisajes de la sociedad de los Señores del Tiempo de Gallifrey cuando ella y el primer Doctor son transportados a "la Zona Muerta" en The Five Doctors. Aunque nunca se ha establecido explícitamente si puede regenerarse, muestra habilidades telepáticas en una ocasión (The Sensorites).
En los comentarios del lanzamiento en DVD por la BBC de An Unearthly Child, la actriz Carole Ann Ford señala que las sugerencias de que Susan no fuera la nieta biológica del Doctor no comenzaron a aparecer hasta los años noventa. Revela que el equipo de producción le dio muy poca información sobre la historia del personaje de Susan, así que para preparar su interpretación, solía debatir e inventarse ideas sobre Susan junto con su compañero William Hartnell.

## Lista de apariciones
| Serial                        | Fecha de emisión original                      |
| Primera temporada (1963-1964) | Primera temporada (1963-1964)                  |
| ----------------------------- | ---------------------------------------------- |
| An Unearthly Child            | 23 de noviembre – 14 de diciembre de 1963      |
| The Daleks                    | 21 de diciembre de 1963 – 1 de febrero de 1964 |
| The Edge of Destruction       | 8 – 15 de febrero de 1964                      |
| Marco Polo                    | 22 de febrero – 4 de abril de 1964             |
| The Keys of Marinus           | 11 de abril – 16 de mayo de 1964               |
| The Aztecs                    | 23 de mayo – 13 de junio de 1964               |
| The Sensorites                | 20 de junio – 1 de agosto de 1964              |
| The Reign of Terror           | 8 de agosto – 12 de septiembre de 1964         |
| Segunda temporada (1964-1965) |                                                |
| Planet of Giants              | 31 de octubre – 14 de noviembre de 1964        |
| The Dalek Invasion of Earth   | 21 de noviembre – 26 de diciembre de 1964      |
| Especial 20 aniversario       |                                                |
| The Five Doctors              | 23 de noviembre de 1983                        |
| Especial 30 aniversario       |                                                |
| Dimensions in Time            | 26–27 de noviembre de 1993                     |